# Thamnodynastes lanei
Espèce
Thamnodynastes lanei  est une espèce de serpents de la famille des Dipsadidae.

## Répartition
Cette espèce se rencontre :
- au Brésil dans le Mato Grosso do Sul ;
- au Paraguay ;
- en Bolivie.

Sa présence est incertaine dans le nord de l'Argentine.

## Description
Thamnodynastes lanei mesure de 57,5 à 65 cm pour les mâles et de 56,5 à 63 cm pour les femelles. Sa queue représente en général le quart de sa taille totale. C'est un serpent vivipare.

## Étymologie
Cette espèce est nommée en l'honneur de l’entomologiste Frederico Lane.

## Publication originale
- Bailey, Thomas & Da Silva, 2005 : A revision of the South American snake genus Thamnodynastes Wagler, 1830 (Serpentes, Colubridae, Tachymenini). I. Two new species of Thamnodynastes from Central Brazil and adjacent areas, with a redefinition of and neotype designation for Thamnodynastes pallidus (Linnaeus, 1758). Phyllomedusa, vol. 4, no 2, p. 83-102 (texte intégral).